# Quadricalcarifera sporadochlorus
Quadricalcarifera sporadochlorus är en fjärilsart som beskrevs av Felix Bryk 1950. Quadricalcarifera sporadochlorus ingår i släktet Quadricalcarifera och familjen tandspinnare. Inga underarter finns listade.